# Krocan

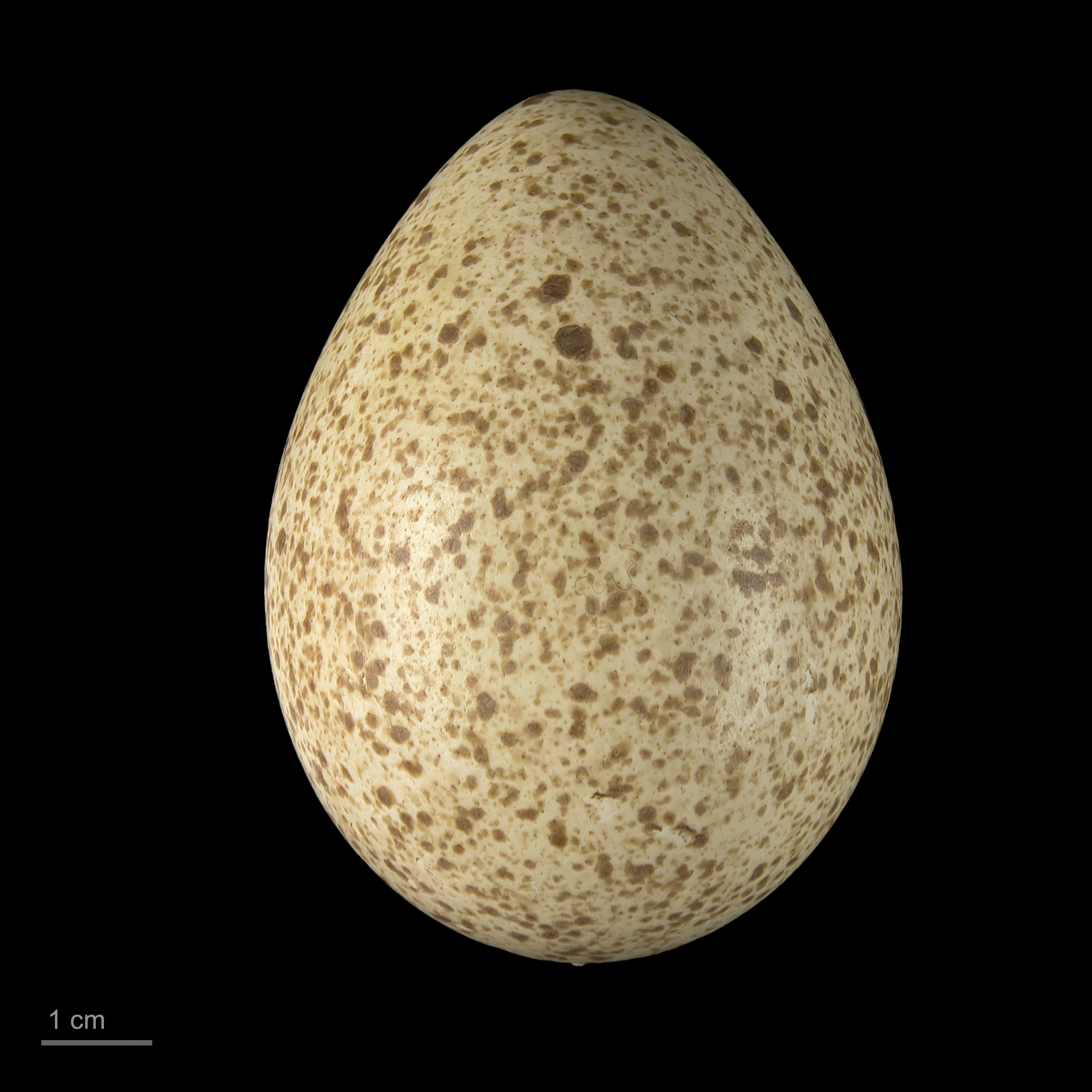
Meleagris gallopavo

Krocan (Meleagris) je rod ptáka z monotypické podčeledě krocani příslušející do čeledě bažantovitých. Samice krocana se nazývá krůta. V zootechnické literatuře se domácí krocani, bez ohledu na pohlaví, většinou označují jako krůty. Rovněž pro jejich maso se v češtině vžilo označení krůtí maso (nikoli krocaní). České slovo krocan má nejasnou etymologii, ve starší češtině se používalo slovo morák (odvozené od slova moře, protože se jedná o ptáka dovezeného ze zámoří), které se dnes používá ve slovenštině (moriak) a přežívá v moravských dialektech. Samice se v tomto případě nazývá morka.

## Zařazení
V minulosti měl krocan samostatnou čeleď. Po morfologickém zkoumání a molekulární analýze je pro krocana vyhrazena jen podčeleď v čeledi bažantovitých.

## Rozšíření
Krocan pochází z Nového světa, kde se ve volné přírodě vyskytuje v Severní a Střední Americe, převážně ve Spojených státech, Mexiku, Guatemale a v Belize. Vyhledává pole, pastviny, savany i sezónně zaplavovaná území, vždy ale poblíž vzrostlých křovin, nebo světlých řídkých listnatých i jehličnatých lesů, případně v takových rozsáhlých lesích přímo žije. Vyžaduje dostatek prostoru pro vzlétnutí na větve stromů, na kterých hřaduje a kam se uchyluje před nebezpečím.

## Popis
Je to velký a těžký pták, největší váží až 10 kg a měří až 120 cm. Samice, krůta, je téměř o polovinu lehčí. Samec má dlouhé nohy a krk a široký ocas. Křídla jsou krátká a zakulacená, letky jsou převážně bronzově lesklé, ocasní a nadocasní péra jsou šedá, tmavě mramorovaná, na špičkách ukončena rezavě hnědě a pod tímto pruhem je ještě pruh namodralý, černě olemovaný, někteří krocani dále mají na koncích ocasních pér modré skvrny. Hlava a krk jsou bez peří, hrubá kůže na nich je modrá. Z brady nebo krku visí různě velké masité, červené laloky, krk je posetý masitými výrůstky. Vybarvení krku i hlavy je odvislé od ročního období, případně od emocí. Silně se projevuje pohlavní dimorfismus, samice je menší, lehčí a není tak nápadně vybarvená. Někteří samci mají "vousy", z horní hrudí jim visí chomáč hrubých štětin dlouhý až 30 cm. V dospělosti mají samci ostruhy přes 2 cm dlouhé.
Průběžně žijí v různě velkých hejnech, samci se potulují odděleně. Před nebezpečím rychle utíkají (až 40 km/h) a ulétají na blízké stromy.

## Strava

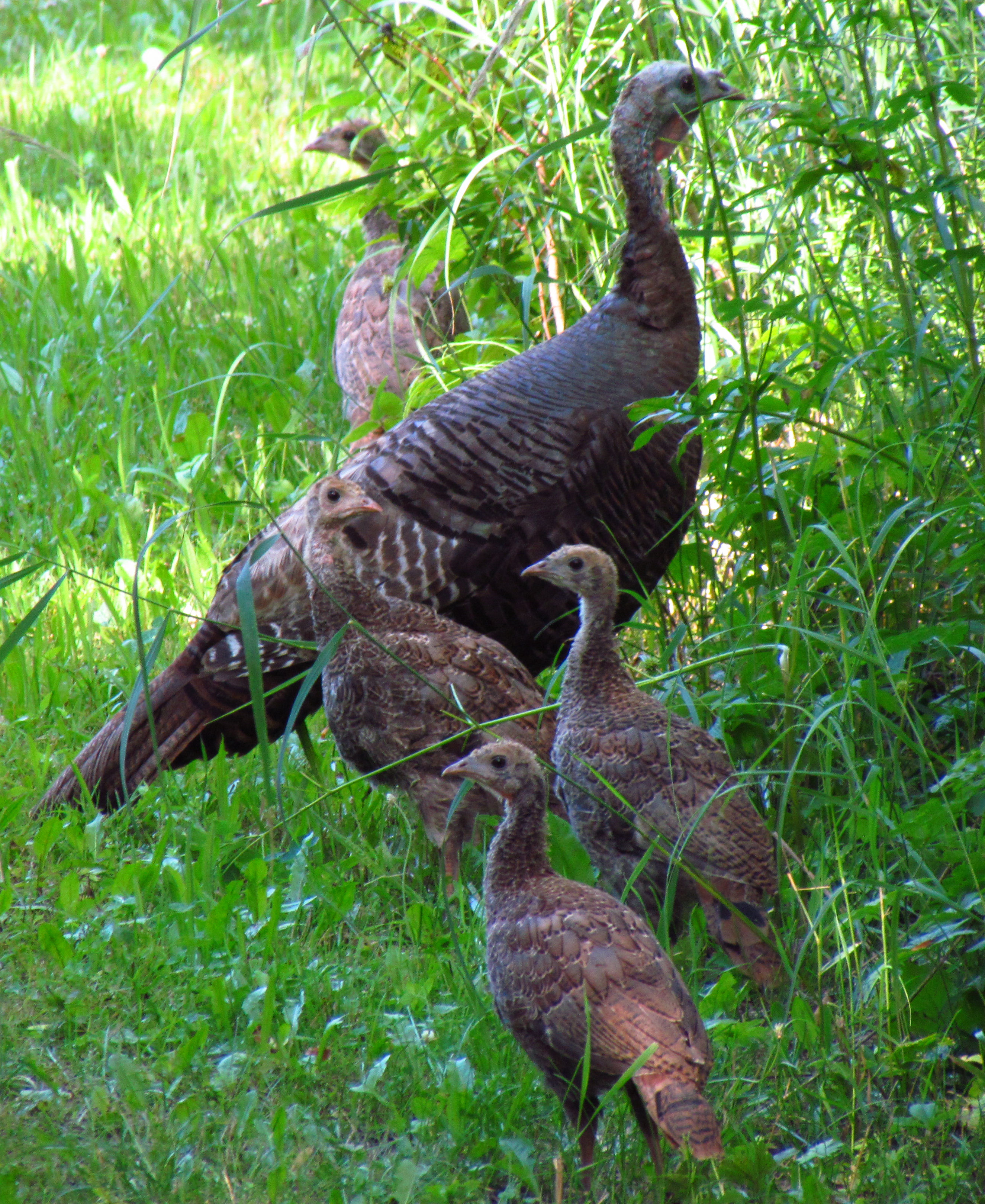
Samice krocana divokého s mláďaty

Potravu si hledají na zemi, chytají hmyz, pavouky a další bezobratlé živočichy nebo uloví i drobné hlodavce. Sbírají bobule, semena, spadané plody a ozobávají zelené části rostlin. Potřebují občasný přístup k vodě.

## Rozmnožování
Krocani jsou ptáci polygamní, samec mívá více samic. Před pářením dochází k tokání samce, zvětšují a vybarvují se jim barevné výrůstky na hlavě a krku a předvádějí se na volném prostranství, tam obíhají dokola za roztahování pestrých ocasních pér, svěšování křídel a hlasitého houkání. Někdy se sokové mezi sebou i poperou.
Samice si vytvoří v dubnu až květnu hnízdo v hustém křoví nebo na jiném chráněném místě, je to jen důlek vystlaný listím a trávou. Po snesení 8 až 15 žlutě až okrově tečkovaných vajec na ně zasedá a opouští je pouze na krátkou dobu, inkubace trvá okolo 28 dnů. Vylíhnutá ochmýřená mláďata jsou schopna již druhého dne sama opustit hnízdo a zobat, matka je vodí, ochraňuje před nebezpečím a v noci zahřívá pod křídly. Ve stáří asi 10 dnů již poletují a jsou schopna ke hřadování vylétnout na strom za matkou. Samec se o vejce ani kuřata nezajímá. Příští rok jsou kuřata pohlavně dospělá, samci však většinou neobstojí v soutěži se staršími. V zajetí se krocan dožívá i 12 let.

## Význam
Je to jeden z nejvýznamnější ptáků pro obživu lidstva, byl domestikován a nyní je ve velkém chován (převážně krůty) téměř po celém světe. Je různě vysazován do neobydlených zalesněných oblastí. Volně žijící krocani nejsou v místě přirozeného výskytu v Americe chránění, jsou běžně loveni. V Americe a jiných anglofonních zemích je pečený krocan (obvykle však domácí) typickým svátečním pokrmem na Vánoce a Den díkůvzdání.

## Taxonomie

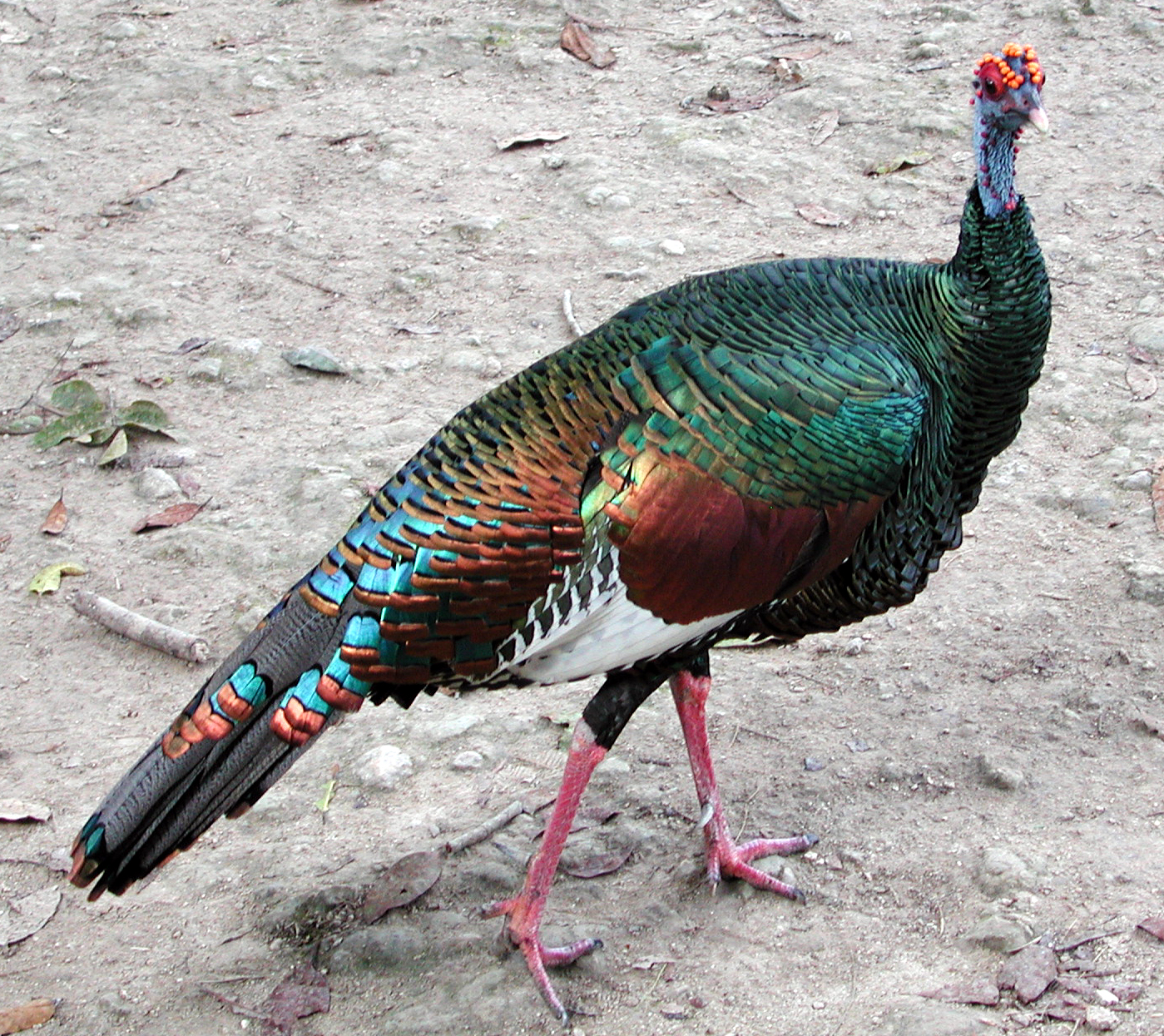
Krocan paví

Rod krocan je tvořen dvěma druhy žijících na oddělených územích.
- krocan paví (Meleagris ocellata) Cuvier, 1820
- krocan divoký (Meleagris gallopavo) Linnaeus, 1758 který se dělí do 6 podruhů:
  - (Meleagris gallopavo) L. subsp. (gallopavo)
  - (Meleagris gallopavo) L. subsp. (intermedia) Sennett, 1879
  - (Meleagris gallopavo) L. subsp. (merriami) Nelson, 1900
  - (Meleagris gallopavo) L. subsp. (mexicana) Gould, 1856
  - (Meleagris gallopavo) L. subsp. (osceola) Scott, 1890
  - (Meleagris gallopavo) L. subsp. (silvestris) Vieillot, 1817

Z krocana divokého byla domestifikaci vyšlechtěna
- krůta domácí (Meleagris gallopavo) L. f. (domestica)[7][8]